# 1916년 미국 하원의원 선거
1916년 미국 하원의원 선거는 1916년 미국에서 치러진 하원의원 선거로, 우드로 윌슨 대통령의 재선에도 불구하고, 야당인 공화당이 더 많은 의석을 차지하였으나, 민주당이 진보당과 사회당과의 연대로 과반을 유지하였다.

## 선거 결과
| 정당   | 의석수 |
| ------ | ------ |
| 공화당 | 216석  |
| 민주당 | 214석  |
| 진보당 | 3석    |
| 사회당 | 1석    |
| 금지당 | 1석    |
| 합계   | 435석  |